# Амшеннікова Ірина Віталіївна
Ірина Віталіївна Амшеннікова (нар. 19 травня 1986, Горішні Плавні, Полтавська область, УРСР) — українська плавчиня, учасниця Олімпійських ігор 2004 та 2008 років, володарка 29-ти рекордів України на дистанціях 50–200 метрів на спині, а також у складі естафет, призерка чемпіонатів світу та Європи.

## Виступи на Олімпійських іграх
| Олімпіада  | Дисципліна         | Місце |
| ---------- | ------------------ | ----- |
| Афіни 2004 | 100 м на спині     | 19    |
| Афіни 2004 | 200 м на спині     | 15    |
| Пекін 2008 | 100 м на спині     | 37    |
| Пекін 2008 | 200 м на спині     | 33    |
| Пекін 2008 | 4x100 м комплексом | 16    |